# Corps Rhenania Heidelberg
Das Corps Rhenania Heidelberg ist eine pflichtschlagende farbentragende Studentenverbindung im Kösener Senioren-Convents-Verband (KSCV). Das Corps vereint Studenten und ehemalige Studenten der Ruprecht-Karls-Universität Heidelberg.

## Couleur, Wappen und Devisen
Rhenania führt die Farben „blau-weiß-rot“ mit goldener Perkussion. Dazu wird eine dunkelblaue Mütze mit weiß-rotem Rand und weißer Paspel getragen. Rhenania hat wie alle SC-Corps in Heidelberg kein Fuchsenband, die Füchse tragen nur die Mütze, allerdings mit blau-weiß-blauem Rand.
Das Wappen ist quadriert und zeigt in I. in natürlicher Farbe tingiert einen vor einer Flusslandschaft sitzenden bekränzten, bärtigen, laubgeschürzten Flussgott (Rhein), in der Rechten einen Dreizack haltend, den linken auf ein Gefäß stützend, aus dem Wasser fließt; II. den Corpszirkel, darunter das Stiftungsdatum 18 XV / I 49; III. einen grünen Lorbeerkranz, überdeckt von zwei schräggekreuzten Mensurschlägern mit Körben in den Farben des Corps; rechts, oben und links bewinkelt von den Buchstaben G, U, N [Waffenspruch]; IV. blau-weiß-rot, 2 × schräggeteilt. Das Wappen wird üblicherweise mit drei Straußenfedern in den Corpsfarben und Helmkrone bekrönt.
Der Wahlspruch des Corps lautet: Virtuti semper corona! (dt.: Dem Verdienste stets die Krone), der Waffenspruch: Gladius Ultor Noster! (dt.: Das Schwert [sei] unser Rächer).

## Geschichte

### Rhenania I–III, Hassia, Nassovia

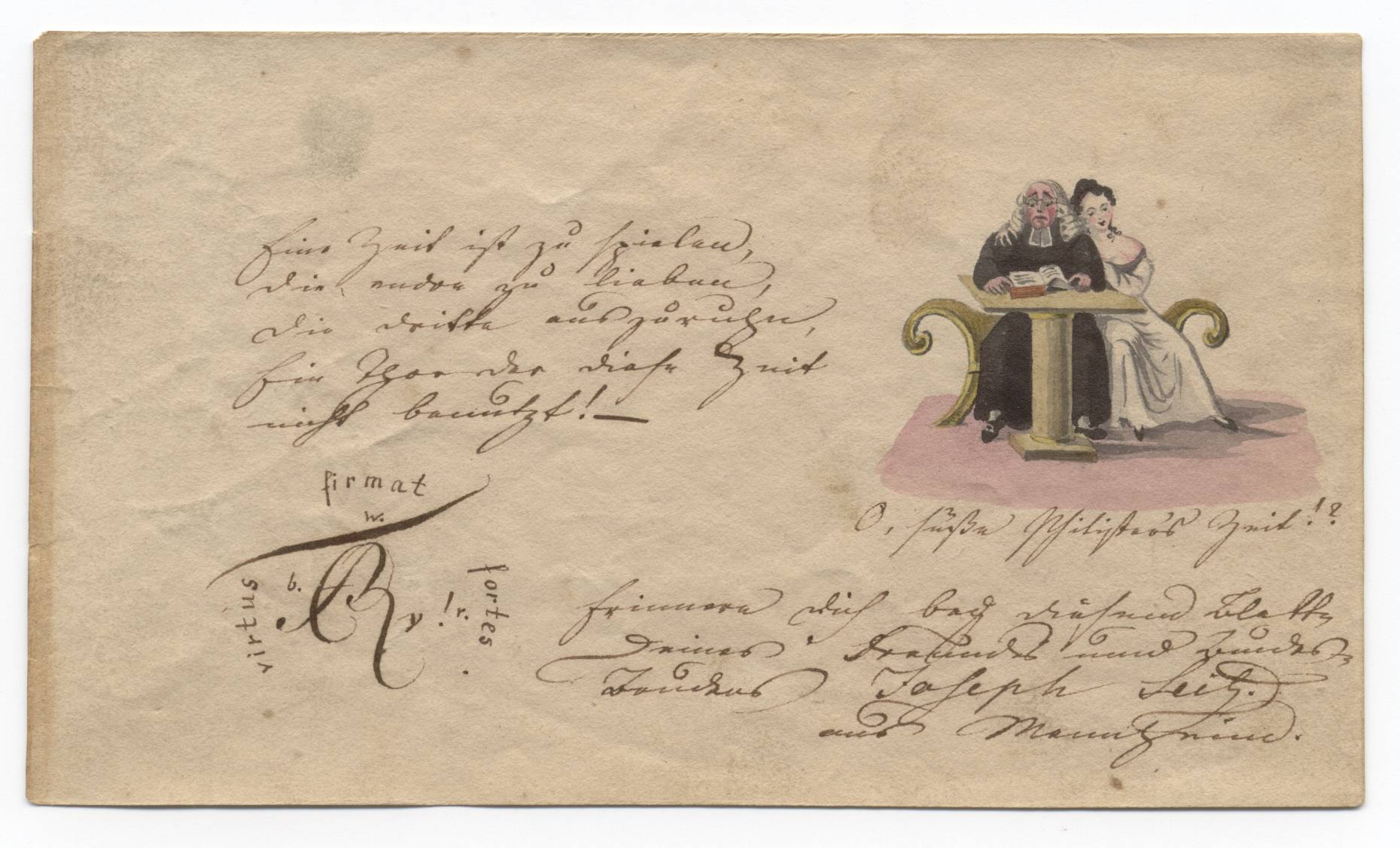
Stammbuchblatt Rhenania II, Heidelberg, 1822

Die älteste sicher nachweisbare Rhenania in Heidelberg (Rhenania I) wurde am 23. Juli 1802 durch Mitglieder der Rhenania Gießen gestiftet. Sie stand auf landsmannschaftlicher Basis und agitierte gegen die seit der zweiten Hälfte des 18. Jahrhunderts bestehenden, freimaurerisch beeinflussten Studentenorden, wurde gleichwohl um 1804 durch Mitglieder des Heidelberger Constantistenordens unterwandert.
1803 schlossen sich Rhenania und die 1803 gestiftete Franko-Badenia zu einem Senioren-Convent (SC) zusammen und vereinbarten den ältesten überlieferten Heidelberger SC-Comment. Beide waren nach einem Konflikt zwischen Studentenschaft und Militär im Juli 1804 maßgeblich am Auszug der Studentenschaft nach Neuenheim beteiligt. Im Dezember 1804 kam es zu tumultartigen Auseinandersetzungen zwischen den Heidelberger Renoncen und Constantisten. Infolge der Untersuchungen durch die akademischen Behörden lösten sich beide Landsmannschaften im Frühjahr 1805 auf. Drei Rhenanen (Morgenstern, Wenz, Bayer) beteiligten sich am 19. Mai 1805 an der Stiftung der Landsmannschaft Palatia (I). Aus den Resten der alten Rhenania konstituierten sich im August des Jahres die beiden zunächst noch eng miteinander verbundenen Landsmannschaften der Oberrheiner (Farben: rot-blau-weiß mit Silber) und Niederrheiner (rot-blau-weiß mit Gold).
Nach der Reorganisation der Universität unter Kurfürst/Großherzog Karl Friedrich von Baden kam es ab 1805 zu einem Zuzug zahlreicher auswärtiger Studenten, die neue, zum Teil nur kurzlebige Landsmannschaften stifteten (Suevia, Guestphalia, Curonia, Vandalia, Hannovera, Holsatia, Hanseatia, Helvetia, Saxo-Borussia u. a.). Sie vereinbarten 1806 einen neuen Comment, der den einzelnen Landsmannschaften feste Rekrutierungskantone zuwies. Die Aufteilung erfolgte auf der Grundlage der Grenzziehung des Friedens von Lunéville (1801) bzw. des Friedens von Preßburg (1805). Die Niederrheiner erhielten Hessen-Darmstadt, Kurhessen, Nassau, Waldeck und die thüringischen Staaten. Ihr Bezirk grenzte im Norden an das Herzogtum Berg, das Herzogtum Westfalen, an Paderborn, das Göttingische und das Eichsfeld, im Osten an Sachsen und Würzburg, im Süden an Wertheim, Leiningen, Erbach und die Unterpfalz und im Westen an den Rhein. Die Oberrheiner erhielten Frankreich einschließlich der ehemals deutschen Departements links des Rheins, Baden mit Ausnahme des oberen Fürstentums am Bodensee und die in Schwaben liegenden badischen Besitzungen, die Schweiz und Franken, soweit es nicht zu Bayern gehörte.
Bei einer Spaltung des Heidelberger SC wurde 1810 erstmals der Begriff Corps für eine Gruppe der dortigen Landsmannschaften verwendet, darunter die Niederrheiner, die später zur einheitlichen Bezeichnung Rhenania zurückkehrten und vermutlich bald nach den Befreiungskriegen ihre Auflösung vollzogen.
1818 erfolgte die Stiftung des Corps Hassia I, das sich zwei Jahre später in Rhenania II umwandelte. Im Stiftungsprotokoll wurde explizit festgehalten, dass man sich als Fortführung der Rhenania von 1802 versteht. Die Phase der Rhenania II fällt in die politisch aufgeheizte Zeit des Vormärz. Zu ihren Mitgliedern gehörten zahlreiche badische und pfälzische Liberale wie Friedrich Wilhelm Knoebel, Ludwig Frey (beide Teilnehmer am Hambacher Fest), Friedrich Hecker (Führer der Revolution in Baden) und Joseph Martin Reichard (Präsident der provisorischen Regierung der Pfalz). Infolge der Ereignisse um den Karzersturm und Auszug der Heidelberger Studentenschaft nach Frankenthal (nach Differenzen mit der Heidelberger Museumsgesellschaft über den Mitgliederstatus von Studierenden, 14. August 1828) erging eine dreijährige Verrufserklärung gegen die Universität, die der SC wenig später zurücknahm. Rhenania II bestand bis zum 3. November 1833.
An ihrer Stelle stifteten im Juli 1836 Mitglieder der 1829 gegründeten Hassia II das Corps Rhenania III (bis 1842).
Im November 1838 stifteten auswärtige Corpsstudenten, namentlich Mitglieder der Nassovia Göttingen, das Corps Nassovia II, das seinen Nachwuchs vornehmlich aus dem Gymnasium in Weilburg rekrutierte. Außer zu Nassovia Göttingen trat Nassovia in engere Beziehungen zu den beiden anderen nassauischen „Landescorps“ Hasso-Nassovia Marburg und Nassovia Würzburg, pflegte aber auch einen regen Austausch mit dem Corps Rhenania in Bonn.

### Rhenania IV

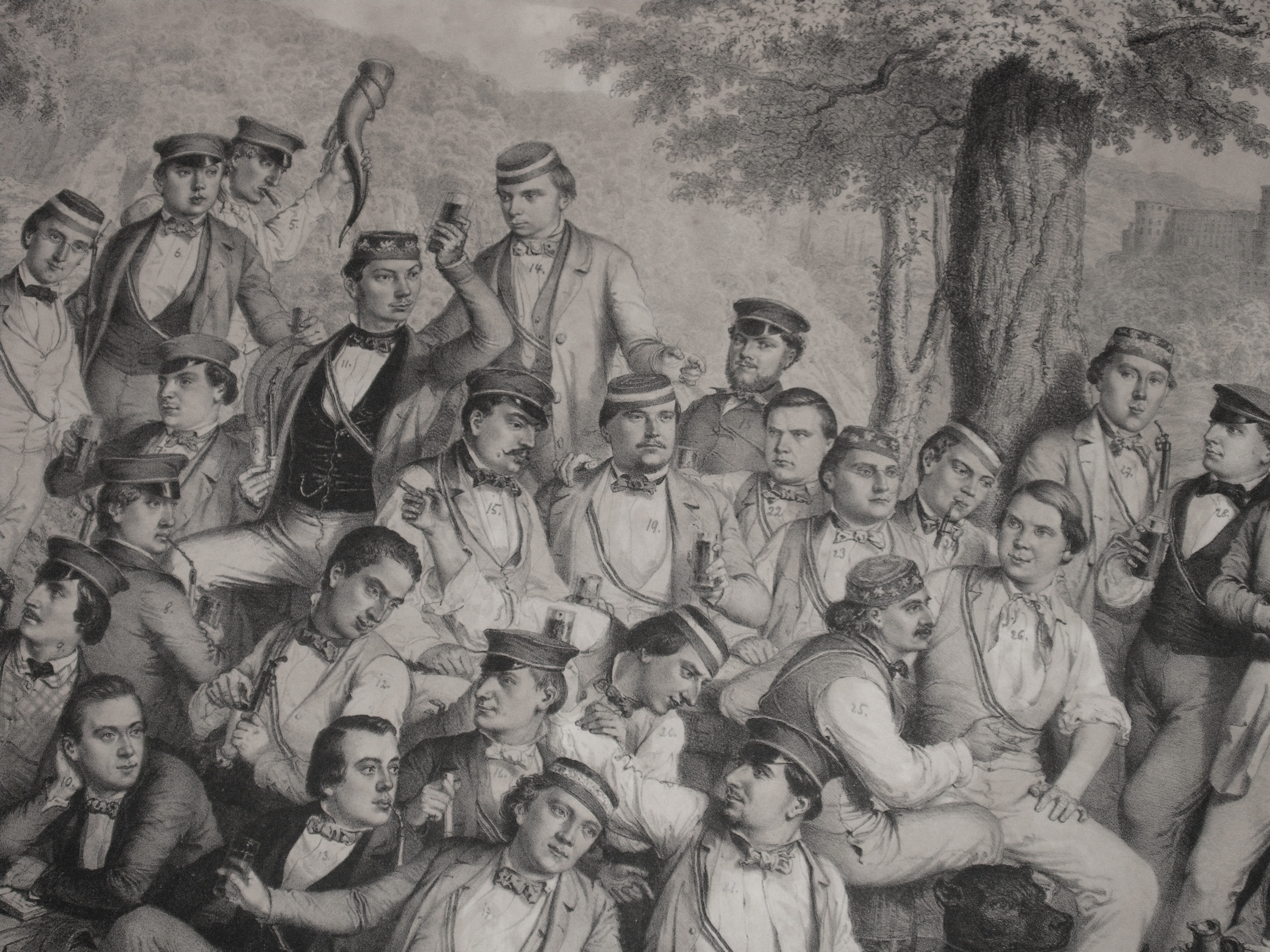
Corps Rhenania Heidelberg, Lithographie von Carl Schubart (1852)

Erinnerungsblatt an das 50. Stiftungsfest (1899)

Marktplatz in Heidelberg mit dem Gasthaus zum Weinberg (vor 1882)

Corpskneipe der Rhenania Heidelberg im alten Corpshaus (vor 1906)

Das Revolutionsjahr 1849 wurde auch zum Stiftungsjahr der heute noch bestehenden Rhenania IV. In bewusster Abkehr von der deutschen Kleinstaaterei lösten die Aktiven der Nassovia das Corps am 15. Januar 1849 auf und stiften am gleichen Tag eine neue Rhenania (IV). Verfassung, Wahlspruch („Virtuti semper corona!“) und Tradition der Nassovia wurden übernommen. Der Einzugsbereich weitete sich in den folgenden Jahren über ganz Deutschland aus. Zu den Corpsangehörigen zählten auch Studenten aus dem europäischen Ausland und aus Übersee (Schweiz, Griechenland, England, Vereinigte Staaten, Kanada und Südafrika). Das Corps Rhenania gehört als Mitglied des Heidelberger SC seit seiner Stiftung dem 1848 gegründeten Kösener Senioren-Convents-Verband (KSCV) an. 1872 war Rhenania präsidierendes Vorortcorps und stellte auch 1868 und 1877 Kösener Vorortsprecher.
Die Zeit des Kaiserreichs gilt als „Blütezeit“ des Corpsstudententums. Im Gegensatz zu den SC-Corps Saxo-Borussia, Guestphalia und Vandalia, in deren Altherrenschaften ostelbische, hannoversche und mecklenburgische Großagrarier und Beamte dominierten, entwickelte sich Rhenania in dieser Phase zum Corps der Großindustrie und des Kapitals mit Rekrutierungsschwerpunkten im Rhein-Ruhr-Gebiet, in Frankfurt, Hamburg und im mitteldeutschen Industrierevier. Rhenania gehörte damit zu den Corps, die als „besonders exklusiv“ eingestuft wurden.
1875 wurden erstmals gedruckte „Corpschroniken“ (Semesterberichte) an die auswärtigen Mitglieder (Alten Herren) verschickt. 1882 erkannten die letzten lebenden Alten Herren der Rhenania II das bestehende Corps als rechtmäßigen Nachfolger der alten Rhenania von 1802/20 an. Noch lebende Mitglieder der Rhenania III und Nassovia II wurden in das Corps übernommen.
1886 fiel der Rhenane Emil Hartwich (1843–1886, Amtsrichter in Düsseldorf) im Duell mit Armand von Ardenne. Theodor Fontane verwendete die Affäre als Vorlage für seinen Roman Effi Briest.

### Zeit der zwei Weltkriege
Während des Ersten Weltkrieges wurde der Aktivenbetrieb 1914 bis 1919 eingestellt. Von der Politisierung der Studentenschaft in der Frühzeit der Weimarer Republik war das Corps kaum betroffen. Der Heidelberger SC pflegte seine selbstgewählte Isolierung und schottete sich gegenüber Einflüssen aus der übrigen Studentenschaft weitgehend ab.
Die Machtergreifung der Nationalsozialisten hatte wohl zunächst ebenso wenig Einfluss auf den Corpsbetrieb. Die Umsetzung der Arierbestimmungen nach den Richtlinien des Allgemeinen Deutschen Waffenring im Frühjahr 1934 wurde allerdings durchgeführt. Am 8. September 1935 wurde durch den Ausschluss des KSCV aus der „Gemeinschaft studentischer Verbände“ durch den Chef der Reichskanzlei Hans Heinrich Lammers die Auflösung des Verbandes eingeleitet. Nach dessen Ende beschloss auch das Corps Rhenania die Suspension. Die Beteiligung an der Heidelberger SC-Kameradschaft „Axel Schaffeld“ war verhalten, beschränkte sich auf finanzielle Zuwendungen und wurde mit Kriegsende 1945 eingestellt. Personelle und organisatorische Schnittstellen zwischen Kameradschaft und Corps wie in anderen Universitätsstädten gab es nicht.

### Nachkriegszeit
Die Feier des 100. Stiftungsfestes durch die Altherrenschaft fand 1949 in einem den Zeitumständen entsprechenden Rahmen statt. Im gleichen Jahr bildete sich der durch den Verein Heidelberger Rhenanen protegierte „Rheinländerkreis“, der zum Teil Formen des früheren Corps fortführte, aber auch neue Ansätze für zeitgemäßes studentisches Zusammenleben suchte. Am 3. Mai 1951 beschloss die Altherrenschaft die Integration des Rheinländerkreises in das Corps und damit dessen Rekonstitution. In den 1950er Jahren war Rhenania Initiator der Gründung der Heidelberger Interessengemeinschaft (HIG), dem Zweckverband der schlagenden Korporationen am Ort. Nach einer separaten Übereinkunft des SC mit der Universität kam es 1958 zum Bruch mit der HIG. Seither geht der SC eigene Wege.

### Seit 2000
2011 porträtierte das Merian-Reisemagazin das Corps in seiner Heidelberg-Ausgabe.

## Auswärtige Beziehungen
In den 1870er und 1880er Jahren betrieb Rhenania eine rege Verhältnispolitik und knüpfte bis zum Ersten Weltkrieg offizielle Beziehungen zu zahlreichen Corps in anderen Universitätsstädten an, u. a. in Bonn, Gießen, Marburg, Freiburg, Tübingen, Würzburg, München, Jena, Leipzig, Halle, Breslau, Göttingen, Berlin, Straßburg und Zürich. Da sich das Corps nicht auf eine bestimmte Richtung innerhalb des Verbandes ("Kreispolitik") festlegen wollte, betrieb es ab 1900 bis nach dem Ersten Weltkrieg eine sehr zurückhaltende Verhältnispolitik, die erst Ende der 1920er Jahre wieder aufgegeben wurde. Heute unterhält das Corps befreundete Beziehungen zu den Corps Suevia Freiburg, Hasso-Nassovia, Nassovia Würzburg und Tigurinia.

## Corpshäuser
Nachdem das Corps in wechselnden Heidelberger Gasthäusern gekneipt hatte (u. a. im Seppl, zuletzt im Gasthaus Weinberg am Marktplatz), erfolgte 1882 der Ankauf des barocken Stadthauses in der Hauptstraße 231, das sich früher im Besitz des Theologen Carl Daub und seines Schwiegersohns Wilhelm Theophor Dittenberger befunden hatte, als Corpshaus und die Gründung der „Rheinländischen Gesellschaft AG“ als Träger.
Als das alte Haus dem gewandelten Repräsentationsbedürfnis nicht mehr genügte, wurde es abgerissen und in den Jahren 1906 bis 1909 nach Plänen des kgl. bayerischen Hofoberbaurats Eugen Drollinger (München) in einer Mischung aus neobarocken und Jugendstilelementen das heutige Corpshaus errichtet. Es ist der einzige Jugendstilbau in der Heidelberger Hauptstraße. Zugleich erfolgte der Kauf des hinter dem Garten gelegenen Hauses Neckarmünzgasse 14 und dessen Ausbau zum Studentenwohnheim.

Heidelberger Rhenanenhaus, Straßenansicht
Heidelberger Rhenanenhaus, Große Kneipe
Heidelberger Rhenanenhaus, Speisezimmer
Heidelberger Rhenanenhaus, Untere Diele

## Bekannte Mitglieder

### Rhenania I-III (1802–1842)
| Name                                     | Lebensdaten       | Beruf | Bild                                       |
| ---------------------------------------- | ----------------- | --- | ------------------------------------------ |
| Ludwig Achenbach                         | 1812–1879         | Oberbürgermeister von Mannheim |                                            |
| Carl Baumgärtner                         | 1790–1847         | Oberamtmann in Durlach, Stadtdirektor in Karlsruhe, Abgeordneter zum Badischen Landtag, Ehrenbürger von Durlach und Karlsruhe |                                            |
| Carl Baumüller                           | 1786–1851         | Badischer Oberamtmann, Ministerialrat und Obervogt |                                            |
| Carl Beeck                               | † 1840            | Badischer Oberamtmann und Ministerialrat |                                            |
| Ferdinand Freiherr von Biedenfeld        | 1788–1862         | Belletrist, Übersetzer und Dramaturg, Theaterdirektor in Berlin, Magdeburg, Breslau und Weimar |                                            |
| Friedrich Landolin Karl von Blittersdorf | 1792–1861         | Großherzoglich badischer Staatsminister | Friedrich Landolin Karl von Blittersdorf   |
| Emil August von Dungern                  | 1802–1862         | Herzoglich nassauischer Staatsminister | Emil August von Dungern                    |
| Heinrich Escher                          | 1789–1870         | Schweizer Jurist, Politiker und Rechtsgelehrter |                                            |
| Heinrich von Feder                       | 1822–1887         | Politiker, Mitglied der II. badischen Kammer, Führer der badischen Liberalen | Heinrich von Feder                         |
| Makarius Felleisen                       | 1802–1850         | badischer Oberamtmann, Amtsvorsteher der Bezirksämter Sinsheim, Buchen und Wolfach |                                            |
| Ludwig Frey                              | 1810–1871         | Jurist und Publizist, Teilnehmer am Hambacher Fest |                                            |
| Alexander von Geiger                     | 1808–1891         | Industrieller, französischer Politiker | Alexander von Geiger                       |
| Karl Ferdinand von Gerolt                | 1790–1851         | Appellationsgerichtsrat am Appellationsgerichtshof Köln, Initiator und Mitglied des Zentral-Dombau-Verein zu Köln |                                            |
| Alexander Grebel                         | 1806–1870         | Friedensrichter, Mitglied des Vorparlaments, der 2. Kammer der Preußischen Nationalversammlung und des Preußischen Abgeordnetenhauses |                                            |
| Eberhard von Groote                      | 1789–1864         | Germanist, Schriftsteller und Politiker, Vorsitzender und Ehrenmitglied des Kölner Dombauvereins | Eberhard von Groote                        |
| Joseph von Groote                        | 1791–1866         | Kanzler des Erzbistums Köln, Mitglied der Ersten Kammer des Preußischen Landtags und des Preußischen Abgeordnetenhauses |                                            |
| Friedrich Hecker                         | 1811–1881         | Politiker und Revolutionär, Mitglied der II. badischen Kammer | Friedrich Hecker als amerikanischer Soldat |
| Karl Hecker                              | 1812–1878         | Chirurg und Hochschullehrer |                                            |
| Jakob Herrmann                           | um 1785–nach 1834 | Amtsvorstand der Bezirksämter Osterburken und Adelsheim |                                            |
| Carl Heinrich Georg von Heyden           | 1793–1866         | Regierender Bürgermeister von Frankfurt am Main, Naturforscher und Sammler, Entomologe, Mitbegründer der Senckenbergischen Naturforschenden Gesellschaft                                                                                            | Carl von Heyden                            |
| Carl Honsell                             | 1805–1876         | Amtmann und Amtsvorstand des Bezirksamts Konstanz, Hofgerichtsrat |                                            |
| Johann Christian Hundeshagen             | 1783–1834         | Forstwissenschaftler |                                            |
| Friedrich Wilhelm Knoebel                | 1802–1871         | Politiker und Publizist, Teilnehmer am Hambacher Fest |                                            |
| Ludwig von Krutheim                      | 1819–1885         | Oberamtmann in Walldürn und Eberbach |                                            |
| August Lufft                             | 1801–1887         | Verwaltungsjurist, Regierungsdirektor in Speyer |                                            |
| Franz Flamin Meuth                       | 1800–1884         | Industrieller, Gründer der Kammgarnspinnerei, der Gaswerke, der Ultramarinfabrik und der Eisenwerke in Kaiserslautern | Franz Flamin Meuth                         |
| Christian Friedrich Mühlenbruch          | 1785–1843         | Rechtswissenschaftler, ord. Professor in Rostock, Greifswald, Königsberg, Halle (Saale) und Göttingen | Christian Friedrich Mühlenbruch            |
| Ferdinand Noell                          | 1801–1893         | Bürgermeister, Mitglied des Oldenburgischen Landtags |                                            |
| Adolph von Ottweiler                     | 1789–1812         | Sohn des Fürsten Ludwig von Nassau-Saarbrücken, württembergischer Offizier |                                            |
| Philipp Pfeiffer                         | 1784–1859         | Oberamtmann, Bezirksamtsvorstand in Neckarbischofsheim, Ladenburg, Adelsheim und Emmendingen |                                            |
| Joseph Martin Reichard                   | 1803–1872         | Politiker und Revolutionär, Mitglied der Frankfurter Nationalversammlung, Präsident der provisorischen Regierung der Pfalz | Joseph Martin Reichard                     |
| Josef von Sensburg                       | 1787–1870         | Oberamtmann in Offenburg |                                            |
| Maximilian Stoesser                      | 1820–1894         | Oberamtmann und Stadtdirektor in Freiburg |                                            |
| Christoph Trefurt                        | 1790–1861         | Badischer Staatsrat, Präsident des badischen Justizministeriums und der badischen Oberrechnungskammer, Oberhofgerichtskanzler in Mannheim, Mitglied des Erfurter Unionsparlaments und der Ersten und Zweiten Kammer der Badischen Ständeversammlung | Christoph Trefurt                          |
| Alexander Wallau                         | 1820–1882         | Oberamtmann in Kenzingen, Donaueschingen und Lahr |                                            |
| Carl Theodor Welcker                     | 1790–1869         | Jurist und Politiker, Mitglied der Frankfurter Nationalversammlung (Oberrheiner) | Carl Theodor Welcker                       |
| Carl Werry                               | 1819–1868         | Obergerichtsanwalt, Mitglied des Oldenburgischen Landtags |                                            |
| Jakob Wundt                              | 1787–1844         | Oberamtmann, Amtsvorstand in Schopfheim, Bretten, Müllheim, Mannheim, Bruchsal und Ettlingen |                                            |

### Nassovia II (1838–1849)
| Name                              | Lebensdaten | Beruf                                                          | Bild                              |
| --------------------------------- | ----------- | -------------------------------------------------------------- | --------------------------------- |
| Adolph Dombois                    | 1823–1891   | Landrat in Erkelenz und im Unterwesterwaldkreis                |                                   |
| Theodor von Dusch                 | 1824–1890   | Mediziner                                                      | Theodor von Dusch                 |
| Clemens August Heckmann           | 1825–1884   | Landrat in Zell und Adenau                                     |                                   |
| Wilhelm Petri                     | 1826–1897   | Jurist, Mitglied des Preußischen Abgeordnetenhauses            |                                   |
| Georg August Rudolph              | 1816–1893   | Oberbürgermeister von Marburg                                  | Georg August Rudolph              |
| Kuno Damian von Schütz-Holzhausen | 1825–1883   | Politiker; Gründer einer Auswandererkolonie in Peru            | Kuno Damian von Schütz-Holzhausen |
| Friedrich von Schwartzkoppen      | 1819–1897   | Mitglied des Reichstags und des Preußischen Abgeordnetenhauses |                                   |
| Ludwig Seyberth                   | 1818–1910   | Landrat des Kreises Biedenkopf                                 |                                   |
| Karl Thewalt                      | 1825–1895   | Reichsgerichtsrat                                              |                                   |
| Eduard Wissmann                   | 1824–1899   | Schriftsteller und Politiker                                   |                                   |

### Rhenania IV (seit 1849)
| Name                        | Lebensdaten | Beruf | Bild                                        |
| --------------------------- | ----------- | --- | ------------------------------------------- |
| Albert Ahn                  | 1867–1935   | Verleger und Industrieller in Köln | Albert Ahn als Heidelberger Rhenane         |
| Heinz-Eberhardt Andres      | 1908–1977   | Landrat des Kreises Alzey, Mitglied des Landtages (FDP) |                                             |
| Karl Andres                 | 1876–1935   | Gutsbesitzer, Weinbaulobbyist und Politiker, Mitglied des Preußischen Abgeordnetenhauses, des Rheinischen Provinziallandtags und des preußischen Staatsrats |                                             |
| Hermann Ascher              | 1844–1931   | Präsident der Generalkommission für die Provinz Westfalen | Hermann Ascher als Referendar               |
| Ernst Bail                  | 1871–1951   | Ministerialbeamter und Wirtschaftsjurist | Ernst Bail                                  |
| Richard Bank                | 1867–1934   | Verwaltungsjurist, Landrat des Kreises Heinrichswalde, Ministerialrat im preußischen Finanzministerium |                                             |
| Fritz Baum                  | 1879–1955   | Manager der deutschen Montanindustrie |                                             |
| Heinrich Becher             | 1865–1941   | Jurist, Vater von Johannes R. Becher |                                             |
| Hermann von Bechtold        | 1836–1902   | Provinzialdirektor und Kreisrat in Gießen |                                             |
| Paul Behrend                | 1853–1905   | Agrikulturchemiker, Professor für Nahrungsmittelchemie und landwirtschaftliche Gewerbe an der Technischen Hochschule Danzig | Paul Behrend                                |
| Paul Bertololy              | 1892–1972   | Arzt und Schriftsteller, Ehrenbürger von Lembach (Bas-Rhin) | Paul Bertololy als Heidelberger Rhenane     |
| Georg Bode                  | 1838–1910   | Jurist, Historiker und Naturforscher |                                             |
| Georg Bodenstein            | 1860–1941   | Verwaltungsjurist, Staatssekretär im Reichsverkehrsministerium | Georg Bodenstein                            |
| Richard Böninger            | 1874–1944   | Verwaltungsjurist, Landrat des Kreises Grafschaft Bentheim | Richard Böninger als Heidelberger Rhenane   |
| Carl von Braun              | 1852–1928   | Präsident des Oberlandesgerichts Augsburg | Carl von Braun als Heidelberger Rhenane     |
| Adolf Buehl                 | 1860–1948   | Hamburgischer Staatsrat, Direktor des öffentlichen Armenwesens | Adolf Buehl                                 |
| Georg von Caro              | 1849–1913   | Schlesischer Großindustrieller, Geheimer Kommerzienrat und Fideikommissherr auf Schloss Wilkendorf bei Strausberg | Georg von Caro                              |
| Anastasios Christomanos     | 1841–1906   | Chemiker, Professor und Rektor der Universität Athen | Anastasios Christomanoa                     |
| Joachim F. Christopeit      | 1936–2022   | Manager |                                             |
| Hans Deloch                 | 1881–1956   | Verwaltungsjurist, Landrat in Cosel, Beuthen und Oels |                                             |
| Friedrich Dernburg          | 1833–1911   | Politiker, Publizist, Schriftsteller, Führer der hessischen Fortschrittspartei, Mitglied des Reichstages (nationalliberal), Chefredakteur der „Nationalzeitung“ in Berlin | Friedrich Dernburg als Heidelberger Rhenane |
| Ferdinand Emmerling         | 1831–1912   | Jurist in der Finanzverwaltung, Vorsitzender des hessischen Landesversicherungsamts |                                             |
| Walter Ernst                | 1857–1928   | Konsistorialpräsident in Wiesbaden und Frankfurt am Main |                                             |
| Adolf Ernst von Ernsthausen | 1827–1894   | Politiker, Mitglied des preußischen Abgeordnetenhauses, Oberpräsident von Westpreußen, Oberbürgermeister von Königsberg, Ehrenbürger von Danzig und Elbing | Adolf Ernst von Ernsthausen                 |
| Ernst Flemming              | 1870–1955   | Berghauptmann und Ministerialdirektor im preußischen Ministerium für Handel und Gewerbe, stellv. Aufsichtsratsvorsitzender der Preussag |                                             |
| Eugen Franck                | 1832–1893   | Jurist und Politiker, Mitglied der II. Kammer der hessischen Landstände (Zentrumspartei) |                                             |
| Walter Graeff               | 1876–1934   | Kunsthistoriker |                                             |
| Joachim Gres                | * 1947      | Rechtsanwalt und Mitglied des Deutschen Bundestags (CDU) |                                             |
| Horst Habs                  | 1902–1987   | Mediziner, Professor für Hygiene an der Universität Bonn | Horst Habs                                  |
| Eckart Hachfeld             | 1910–1994   | Schriftsteller, Texter und Songschreiber |                                             |
| Franz Hamburger             | 1874–1954   | Mediziner, Professor für Kinderheilkunde an den Universitäten Graz und Wien | Franz Hamburger                             |
| Emil Hartwich               | 1843–1886   | Jurist und Sportpionier | Emil Hartwich                               |
| Johann Maria Heimann        | 1878–1931   | Industrieller, Teilhaber und Mitglied der Geschäftsführung der Fa. Johann Maria Farina gegenüber dem Jülichs-Platz in Köln | Johann Maria Heimann                        |
| Theodor Hergenhahn          | 1833–1893   | Rechtswissenschaftler |                                             |
| Hubert Hilf                 | 1820–1909   | Unternehmer und Politiker, Mitglied des Reichstages (Nassauer, ab 1886 auch Rhenane) | Hubert Hilf                                 |
| Ernst Himburg               | 1851–1919   | Mitglied des Reichstages und des preußischen Abgeordnetenhauses | Ernst Himburg als Heidelberger Rhenane      |
| Karl Holstein               | 1908–1983   | Industrieller, Präsident der deutsch-belgisch-luxemburgischen Handelskammer, Präsident der Industrie- und Handelskammer Münster, Mitglied des Vorstandes des deutschen Industrie- und Handelstages                                                                                         |                                             |
| Carl von Joest              | 1858–1942   | Rittergutsbesitzer auf Schloss Eichholz bei Wesseling, Unternehmer und Politiker | Carl Joest als Heidelberger Rhenane         |
| Franz Karcher               | 1867–1915   | Industrieller und Privatbankier | Franz Karcher                               |
| Alfred Kast                 | 1856–1903   | Mediziner, Professor für Innere Medizin an der Universität Breslau | Alfred Kast                                 |
| Richard Koenigs             | 1853–1921   | Verwaltungsjurist, Landrat des Kreises Lennep, Ehrenbürger von Lennep und Wermelskirchen | Richard Koenigs, 1872                       |
| Herbert Krüger              | 1905–1989   | Jurist, u. a. Professor an der Ruprecht-Karls-Universität Heidelberg, der Reichsuniversität Straßburg und der Universität Hamburg | Herbert Krüger                              |
| Gustav Krug von Nidda       | 1836–1918   | Hessischer Staatsrat und stellv. Bevollmächtigter zum Bundesrat |                                             |
| Wilhelm Küchler             | 1846–1900   | Oberbürgermeister und Ehrenbürger von Worms, Ghzgl. Hessischer Finanzminister und stellvertretender Bevollmächtigter zum Bundesrat | Wilhelm Küchler                             |
| Wilhelm Lanz                | 1829–1882   | Oberbürgermeister von Wiesbaden | Wilhelm Lanz                                |
| Jakob von Lavale            | 1843–1925   | Eisenbahnunternehmer, Direktor der Pfälzischen Eisenbahnen | Jakob von Lavale                            |
| Albert Lederle              | 1874–1931   | Vorstand (Landrat) des Bezirksamts Ludwigshafen am Rhein | Albert Lederle                              |
| Adolf Lehne                 | 1856–1930   | Chemiker, Professor und Vorstand der Abteilung für Textilchemie an der Technischen Hochschule in Karlsruhe | Adolf Lehne                                 |
| Rudolf Leonhard             | 1851–1921   | jüdischer Rechtshistoriker, viermaliger Lehrstuhlinhaber; Rektor in Marburg und Breslau | Rudolf Leonhard                             |
| Georg Leubuscher            | 1858–1916   | Mediziner und Sozialreformer |                                             |
| Gustav von Mallinckrodt     | 1859–1939   | Industrieller und Politiker | Gustav von Mallinckrodt                     |
| Rudolf Manz                 | 1908–1996   | Rechtsmediziner und Hochschullehrer |                                             |
| Ludwig Mond                 | 1839–1909   | Chemiker, Mitgründer der Brunner Mond Comp. in London, Vizepräsident der Chemical Society in London, Kunstsammler und Mäzen | Ludwig Mond (rechts)                        |
| Wilhelm Mutzenbecher        | 1832–1878   | oldenburgischer Staatsrat |                                             |
| Karl von Neidhardt          | 1831–1909   | Gr. Hessischer Wirklicher Geheimer Rat, Gesandter und außerordentlicher Bevollmächtigter zum Bundesrat für Hessen-Darmstadt, Lippe und Schaumburg-Lippe |                                             |
| Paul Nethe                  | 1849–1926   | General der Infanterie | Paul Nethe als Heidelberger Rhenane         |
| Hermann Olfe                | 1884–1969   | Industrieller, Vorstand der Gelsenkirchener Bergwerks AG | Hermann Olfe                                |
| Gerhard Oncken              | 1836–1898   | Gutsbesitzer, Bürgermeister von Wittmund, MdHdA |                                             |
| Anton Opfergelt             | 1850–1915   | Mitglied des Reichstags und des Preußischen Abgeordnetenhauses | Anton Opfergelt                             |
| Gerhard Paulus              | 1922–2002   | Industrieller und Politiker, Mitglied des Landtages in Baden-Württemberg (FDP) |                                             |
| Alexander von Peez          | 1829–1912   | Deutsch-österreichischer Politiker und Industrieller, Mitglied des österreichischen Abgeordnetenhauses und Herrenhauses | Alexander von Peez                          |
| Wilhelm Pfitzner            | 1853–1903   | Professor für Anatomie an der Universität Straßburg | Wilhelm Pfitzner                            |
| Ernst Plagemann             | 1882–1953   | Direktor und Miteigentümer der Danziger Eisen-Handelsgesellschaft mbH, Generaldirektor der Polnisch-Danziger Eisenkonzern AG, Vorstandsvorsitzender der Deutschen Eisenhandel AG in Berlin, Vorsitzender des Finanzrats der Freien Stadt Danzig, Aufsichtsratsvorsitzender Bank von Danzig |                                             |
| Julius Raecke               | 1872–1930   | Psychiater | Julius Raecke                               |
| Anton Rasina                | 1843–1923   | Oberamtmann, Amtsvorstand der Bezirksämter Pfullendorf, Engen, Tauberbischofsheim und Offenburg, Vorsitzender des Vorstands der badischen Versicherungsanstalt für Invaliditäts- und Altersversicherung                                                                                    |                                             |
| Franz Hermann Reschke       | 1871–1934   | Regierungspräsident in Lüneburg | Franz Hermann Reschke                       |
| Hans Reschke                | 1904–1995   | Oberbürgermeister und Ehrenbürger von Mannheim, stellv. Präsident und Ehrenmitglied des Deutschen Städtetages |                                             |
| Carl Rudolph                | 1841–1915   | Verwaltungsjurist, kaiserlich japanischer Unterstaatssekretär |                                             |
| Franz Rotzoll               | 1850–1927   | Präsident der Klosterkammer Hannover | Franz Rotzoll                               |
| Eugen Rümelin               | 1880–1947   | Diplomat | Eugen Rümelin                               |
| Philipp Schaeper            | 1858–1926   | Landrat der Kreise Achim und Nordhausen, Ehrenbürger von Ellrich | Philipp Schaeper                            |
| Rudolf Schaper              | 1881–1945   | Jurist und Politiker (NSDAP), Mitglied des Reichstags |                                             |
| Waldemar Scheithauer        | 1864–1942   | Industrieller, Generaldirektor der Werschen-Weißenfelser Braunkohlen AG | Waldemar Scheithauer                        |
| Christian Schlichter        | 1828–1883   | Oberbürgermeister von Wiesbaden, Mitglied des Preußischen Abgeordnetenhauses |                                             |
| Carl Schmidt-Polex          | 1853–1919   | Rechtsanwalt und Industrieller | Carl Schmidt-Polex                          |
| Hans Walter Schmidt-Polex   | 1900–1978   | Jurist und Manager in der Versicherungswirtschaft |                                             |
| Rudolf von Schoen-Angerer   | 1857–1943   | Verwaltungsjurist, Regierungsvizepräsident in Minden, Breslau und Marienwerder |                                             |
| Heinrich Schnee             | 1871–1949   | Gouverneur von Deutsch-Ostafrika, Mitglied des Reichstages, Präsident der Deutschen Kolonialgesellschaft, bedeutender Vertreter des Kolonialrevisionismus in der Weimarer Republik | Heinrich Schnee                             |
| Fritz Schultz-Merzdorf      | 1890–1956   | Schriftsteller | Fritz Schultz-Merzdorf                      |
| Albert Seelmann             | 1852–1919   | Präsident der Oberzolldirektion für die Provinz Sachsen |                                             |
| Kurt Siemers                | 1873–1944   | Hamburger Kaufmann, Reeder und Bankier | Kurt Siemers                                |
| Theodor Spaeth              | 1833–1911   | Verwaltungsjurist, Mitglied des Reichstages (nationalliberal) |                                             |
| Wilhelm Spiritus            | 1854–1931   | Oberbürgermeister und Ehrenbürger von Bonn, Mitglied des preußischen Herrenhauses | Wilhelm Spiritus                            |
| Carl Spude                  | 1852–1914   | Verwaltungsjurist, Landrat in Bochum, Oberregierungsrat in Arnsberg | Carl Spude                                  |
| Ernst Stahnke               | 1887–1976   | Chirurg | Ernst Stahnke                               |
| Kurt Steffens               | 1855–1910   | Landrat des Landkreises Fulda | Kurt Steffens                               |
| Ernst Stephann              | 1847–1897   | Rittergutsbesitzer und Politiker, MdR |                                             |
| Johann Stobbe               | 1860–1938   | Chemiker, Professor an der Universität Leipzig | Johann Stobbe                               |
| Samuel Hanson Stone         | 1849–1909   | US-amerikanischer Politiker und Auditor of Public Accounts des Staates Kentucky | Samuel Stone als Thüringer und Rhenane      |
| Ernst von Sury              | 1850–1895   | Schweizer Neurologe, Rechtsmediziner und Hochschullehrer | Ernst von Sury                              |
| Richard Teubner             | 1846–1902   | Oberamtmann in Meßkirch, Bühl, Sinsheim und Kehl, Verwaltungsgerichtsrat am Badischen Verwaltungsgerichtshof | Richard Teubner                             |
| Friedrich Tilemann          | 1839–1914   | Bürgermeister von Melle, Amtshauptmann des Amtes Norden, Landrat des Kreises Iburg, Mitglied des Provinziallandtags von Hannover |                                             |
| Erich Vaternahm             | 1893–1964   | Unternehmer und Zeitungsverleger |                                             |
| Nikolaus von Werder         | 1856–1917   | Verwaltungsjurist, Regierungspräsident von Königsberg (Preußen), Mitglied des Preußischen Abgeordnetenhauses | Nikolaus von Werder                         |
| Ernst Westhoven             | 1856–1935   | Mediziner |                                             |
| Heinrich Weydmann           | 1848–1922   | Schweizer Jurist und Politiker, Präsident des Kantonsgerichts in Appenzell Innerrhoden |                                             |
| Max Wirth                   | 1822–1900   | Journalist und Nationalökonom (Rhenania III, ab 1899 auch Rhenania IV) | Max Wirth                                   |
| Eduard Zacharias            | 1852–1911   | Botaniker, Professor in Straßburg und Hamburg | Eduard Zacharias als Heidelberger Rhenane   |